# Clima del Regne Unit

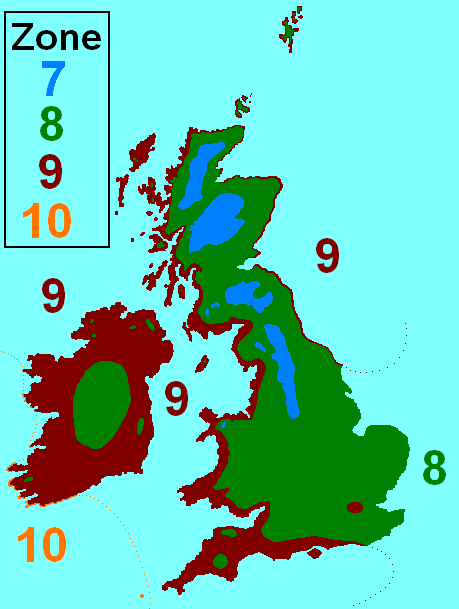
Zones de duresa climàtica a les Illes Britàniques.

El clima del Regne Unit,(UK), es caracteritza pel fet de trobar-se el territori del Regne Unit entre les latituds 50 a 60 N. També està en el costat oest d'Euràsia que és la massa de terra més extensa del món. Aquesta posició permet la convergència entre l'aire humit marítim i l'aire sec provient del continent. En aquesta zona la gran variació de les temperatures creen inestabilitat i aquest és el principal factor que condiciona el sovint inestable temps meteorològic que experimenta aquest país, on molts tipus de temps es poden experiementar dins un mateix dia.
Els climes regionals, dins el Regne Unit, estan influenciats per l'oceà Atlàntic i la latitud on es trobin. Irlanda del Nord, Gal·les i les parts oest d'Anglaterra i Escòcia, que estan més a prop de l'Atlàntic, són generalment les regions de clima més suau, les més humides i les més ventoses del Regne Unit, i l'amplitud tèrmica de vegades és extrema. Les zones de l'est són més seques, més fredes, menys ventoses i també experimenten les variacions de temperatura més gran diàries i estacionals. Les parts del nord són generalment més fresques, més humides i tenen una amplitud tèrmica lleugerament superior que les zones del sud. Pel fet que UK està majoritàriament sota la influència de masses d'aire tropical marítimes provinents del sud-oest, diferents regions són més susceptibles que altres quan les diferents masses d'aire afecten el país. Irlanda del Nord i l'oest d'Escòcia són les zones més exposades a la massa d'aire polar marítima que porta aire fresc i humit, i l'est d'Escòcia i nord-est d'Anglaterra estan més exposats a la massa d'aire polar continental la qual porta aire fred i sec; el sud i sud-est d'Anglaterra estan més exposats a la massa d'aire tropical continental que porta aire calent i sec (i per tant durant la major part del temps les temperatures més càlides de l'estiu); Gal·les i el sud-oest d'Anglaterra són les zones més exposades a la massa d'aire tropical marítima que porta aire calent i humit. Si les masses d'aire són prou fortes dins les seves zones respectives durant l'estiu hi pot haver gran diferència entre les temperatures entre l'extrem nord/nord-oest d'Escòcia (incloent les illes) i el sud-est d'Anglaterra – normalment al voltant de 10-15 °C (18-27 °F) però poden arribar a ser de 20 °C (36 °F) o més. Un exemple d'això podria ser que a la punta de l'estiu les illes del nord es poden trobar a uns 15 °C (59 °F) i zones de Londres poden arribar a 30 °C (86 °F)

## Anglaterra
Anglaterra té les temperatures més altes de les màximes i de les mínimes al llarg de l'any que altres zones del Regne Unit, tanmateix Gal·les té mínimes més suaus de novembre a febrer, i Irlanda del nord té màximes més càlides de desembre a febrer. Anglaterra també té més hores de sol al llarg de l'any, però al contrari que Gal·les, Irlanda del Nord i Escòcia, el mes més asolellat és juliol, que té en total 192,8 hores. Hi plou menys dies en cada mes al llarg de l'any que a la resta d'UK, i la pluviometria total és menor en cada mes, essent el mes més sec juliol amb 54,1 litres de mitjana. El clima del sud-oest d'Anglaterra experiemnta una variació estacional de la temperatura, però és menys extrem que la de la resta del Regne Unit.
| Mitjanes climàtiques d'Anglaterra                | Mitjanes climàtiques d'Anglaterra | Mitjanes climàtiques d'Anglaterra | Mitjanes climàtiques d'Anglaterra | Mitjanes climàtiques d'Anglaterra | Mitjanes climàtiques d'Anglaterra | Mitjanes climàtiques d'Anglaterra | Mitjanes climàtiques d'Anglaterra | Mitjanes climàtiques d'Anglaterra | Mitjanes climàtiques d'Anglaterra | Mitjanes climàtiques d'Anglaterra | Mitjanes climàtiques d'Anglaterra | Mitjanes climàtiques d'Anglaterra | Mitjanes climàtiques d'Anglaterra | Mitjanes climàtiques d'Anglaterra |
| Mes                                              | gen                               | feb                               | mar                               | abr                               | mai                               | jun                               | jul                               | ago                               | set                               | oct                               | nov                               | des                               | Any                               |                                   |
| ------------------------------------------------ | --------------------------------- | --------------------------------- | --------------------------------- | --------------------------------- | --------------------------------- | --------------------------------- | --------------------------------- | --------------------------------- | --------------------------------- | --------------------------------- | --------------------------------- | --------------------------------- | --------------------------------- | --------------------------------- |
| Temperatura mitjana de les màximes °C (°F)       | 6.6 (43.9)                        | 6.9 (44.4)                        | 9.3 (48.7)                        | 11.7 (53.1)                       | 15.4 (59.7)                       | 18.1 (64.6)                       | 20.6 (69.1)                       | 20.5 (68.9)                       | 17.5 (63.5)                       | 13.6 (56.5)                       | 9.5 (49.1)                        | 7.4 (45.3)                        | 13.1 (55.6)                       |                                   |
| Temperatura mitjana de les mínimes °C (°F)       | 1.1 (34.0)                        | 1.0 (33.8)                        | 2.4 (36.3)                        | 3.6 (38.5)                        | 6.3 (43.3)                        | 9.1 (48.4)                        | 11.4 (52.5)                       | 11.2 (52.2)                       | 9.3 (48.7)                        | 6.6 (43.1)                        | 3.5 (38.3)                        | 2.0 (35.6)                        | 5.6 (42.1)                        |                                   |
| Hores de sol                                     | 50.5                              | 67.7                              | 102.5                             | 145.2                             | 189.9                             | 179.4                             | 192.8                             | 184.1                             | 135.0                             | 101.3                             | 65.2                              | 43.9                              | 1457.4                            |                                   |
| Pluja mm (inches)                                | 84.2 (3.3)                        | 60.1 (2.4)                        | 66.5 (2.6)                        | 56.8 (2.2)                        | 55.9 (2.2)                        | 62.9 (2.5)                        | 54.1 (2.1)                        | 66.7 (2.6)                        | 73.3 (2.9)                        | 83.6 (3.3)                        | 83.5 (3.3)                        | 90.4 (3.6)                        | 838.0 (33.0)                      |                                   |
| Pluja ≥ 1 mm dies                                | 13.4                              | 10.4                              | 12.1                              | 10.1                              | 9.8                               | 9.8                               | 8.5                               | 9.4                               | 10.2                              | 11.8                              | 12.5                              | 13.1                              | 131.2                             |                                   |
| Font: Met Office (mitjana dels anys 1971 a 2000) |                                   |                                   |                                   |                                   |                                   |                                   |                                   |                                   |                                   |                                   |                                   |                                   |                                   |                                   |

## Irlanda del Nord
Irlanda del Nord és més càlida que Escòcia al llarg de l'any. Les temperatures màximes són més suaus que les de Gal·les des del desembre fins a l'abril, i més suaus que a Anglaterra de desembre a febrer, però Irlanda del Nord és més fresca durant la resta de l'any. Les hores de sol de cadascun dels mesos són més que les d'Escòcia, però són menys que les de la resta de la Gran Bretanya. Irlanda del Nord és més seca i té menys dies de pluja a l'any que Escòcia, excepte el maig, quan hi plou més dies. Irlanda del Nord també és més seca que Gal·les a cadascun dels mesos però hi plou més dies. El mes més plujós és gener amb una mitjana de 17,8 dies de més de 2 litres de pluja.
| Mitjanes climàtiques d'Irlanda del nord     | Mitjanes climàtiques d'Irlanda del nord | Mitjanes climàtiques d'Irlanda del nord | Mitjanes climàtiques d'Irlanda del nord | Mitjanes climàtiques d'Irlanda del nord | Mitjanes climàtiques d'Irlanda del nord | Mitjanes climàtiques d'Irlanda del nord | Mitjanes climàtiques d'Irlanda del nord | Mitjanes climàtiques d'Irlanda del nord | Mitjanes climàtiques d'Irlanda del nord | Mitjanes climàtiques d'Irlanda del nord | Mitjanes climàtiques d'Irlanda del nord | Mitjanes climàtiques d'Irlanda del nord | Mitjanes climàtiques d'Irlanda del nord | Mitjanes climàtiques d'Irlanda del nord |
| Mes                                         | Jan                                     | Feb                                     | Mar                                     | Apr                                     | May                                     | Jun                                     | Jul                                     | Aug                                     | Sep                                     | Oct                                     | Nov                                     | Dec                                     | Year                                    |                                         |
| ------------------------------------------- | --------------------------------------- | --------------------------------------- | --------------------------------------- | --------------------------------------- | --------------------------------------- | --------------------------------------- | --------------------------------------- | --------------------------------------- | --------------------------------------- | --------------------------------------- | --------------------------------------- | --------------------------------------- | --------------------------------------- | --------------------------------------- |
| Mitjana de les temperatures màximes °C (°F) | 6.7 (44.1)                              | 7.1 (44.8)                              | 8.9 (48.0)                              | 11.1 (52.0)                             | 14.2 (57.6)                             | 16.5 (61.7)                             | 18.4 (65.1)                             | 18.1 (64.6)                             | 15.7 (60.3)                             | 12.5 (54.5)                             | 9.2 (48.6)                              | 7.5 (45.5)                              | 12.2 (54.0)                             |                                         |
| Mitjana de les temperatures mínimes °C (°F) | 1.2 (34.2)                              | 1.2 (34.2)                              | 2.3 (36.1)                              | 3.3 (37.9)                              | 5.6 (42.1)                              | 8.3 (46.9)                              | 10.6 (51.1)                             | 10.2 (50.4)                             | 8.3 (46.9)                              | 6.1 (43.0)                              | 3.1 (37.6)                              | 2.0 (35.6)                              | 5.2 (41.4)                              |                                         |
| Hores de sol                                | 41.0                                    | 60.1                                    | 90.0                                    | 140.8                                   | 175.9                                   | 150.9                                   | 139.6                                   | 138.0                                   | 113.1                                   | 85.5                                    | 52.8                                    | 31.9                                    | 1219.7                                  |                                         |
| Pluja mm (inches)                           | 119.1 (4.7)                             | 86.5 (3.4)                              | 93.4 (3.7)                              | 70.6 (2.8)                              | 68.1 (2.7)                              | 72.1 (2.8)                              | 73.2 (2.9)                              | 90.8 (3.6)                              | 94.4 (3.7)                              | 114.5 (4.5)                             | 110.5 (4.4)                             | 118.5 (4.7)                             | 1111.6 (43.8)                           |                                         |
| Pluja ≥ 1 mm dies                           | 17.8                                    | 14.1                                    | 16.4                                    | 12.4                                    | 12.6                                    | 12.4                                    | 13.1                                    | 13.9                                    | 14.4                                    | 16.4                                    | 16.7                                    | 16.9                                    | 177.0                                   |                                         |
| Font: Met Office (1971–2000 averages)       |                                         |                                         |                                         |                                         |                                         |                                         |                                         |                                         |                                         |                                         |                                         |                                         |                                         |                                         |

## Escòcia
Escòcia és el lloc més fresc del regne Unit al llarg de l'any (amb l'altitud el clima varia en la classificació de Köppen a Cfc), amb lea mitjana de temperatures mínimes de gener de -0.2 °C. Escòcia també és el país del Regne Unit més humit en cadascun dels meoso excepte el maig, juny i desembre, on Gal·les és més humit. El mes més humit a escòcia és gener amb 170,5 litres de mitjana També és el país del regne Unit amb els cels més coberts al llarg de l'any a part de juny i juliol quan ho és Irlanda del Nord.
| Mitjanes climàtiques d'Escòcia               | Mitjanes climàtiques d'Escòcia | Mitjanes climàtiques d'Escòcia | Mitjanes climàtiques d'Escòcia | Mitjanes climàtiques d'Escòcia | Mitjanes climàtiques d'Escòcia | Mitjanes climàtiques d'Escòcia | Mitjanes climàtiques d'Escòcia | Mitjanes climàtiques d'Escòcia | Mitjanes climàtiques d'Escòcia | Mitjanes climàtiques d'Escòcia | Mitjanes climàtiques d'Escòcia | Mitjanes climàtiques d'Escòcia | Mitjanes climàtiques d'Escòcia | Mitjanes climàtiques d'Escòcia |
| Mes                                          | Jan                            | Feb                            | Mar                            | Apr                            | May                            | Jun                            | Jul                            | Aug                            | Sep                            | Oct                            | Nov                            | Dec                            | Year                           |                                |
| -------------------------------------------- | ------------------------------ | ------------------------------ | ------------------------------ | ------------------------------ | ------------------------------ | ------------------------------ | ------------------------------ | ------------------------------ | ------------------------------ | ------------------------------ | ------------------------------ | ------------------------------ | ------------------------------ | ------------------------------ |
| Mitjanes de les temperatures màximes °C (°F) | 5.0 (41.0)                     | 5.2 (41.4)                     | 6.9 (44.4)                     | 9.3 (48.7)                     | 12.8 (55.0)                    | 14.9 (58.8)                    | 16.9 (62.4)                    | 16.6 (61.9)                    | 13.9 (57.0)                    | 10.8 (51.4)                    | 7.4 (45.3)                     | 5.7 (42.3)                     | 10.5 (50.9)                    |                                |
| Mitjana de les temperatures mínimes °C (°F)  | -0.2 (31.6)                    | -0.1 (31.8)                    | 0.9 (33.6)                     | 2.1 (35.8)                     | 4.5 (40.1)                     | 7.2 (45.0)                     | 9.3 (48.7)                     | 9.2 (48.6)                     | 7.2 (45.0)                     | 4.9 (40.8)                     | 2.0 (35.6)                     | 0.5 (32.9)                     | 4.0 (39.2)                     |                                |
| Hores de sol                                 | 30.8                           | 58.1                           | 87.6                           | 128.2                          | 173.2                          | 153.2                          | 145.0                          | 137.5                          | 104.4                          | 74.5                           | 43.2                           | 24.7                           | 1160.4                         |                                |
| Pluja mm (inches)                            | 170.5 (6.7)                    | 123.4 (4.9)                    | 138.5 (5.5)                    | 86.2 (3.4)                     | 79.0 (3.1)                     | 85.1 (3.4)                     | 92.1 (3.6)                     | 107.4 (4.2)                    | 139.7 (5.5)                    | 162.6 (6.4)                    | 165.9 (6.5)                    | 169.6 (6.7)                    | 1520.1 (59.8)                  |                                |
| Pluja ≥ 1 mm dies                            | 18.6                           | 14.8                           | 17.3                           | 13.0                           | 12.2                           | 12.7                           | 13.3                           | 14.1                           | 15.9                           | 17.7                           | 17.9                           | 18.2                           | 185.8                          |                                |
| Font: Met Office (1971–2000 averages)        |                                |                                |                                |                                |                                |                                |                                |                                |                                |                                |                                |                                |                                |                                |

## Gal·les
Gal·les té les temperatures més càlides al llarg de l'any que Escòcia i té temperatures d'hivern més suaus que Anglaterra però les temperatures màximes d'hivern són més fresques que les d'Urlanda del Nord. Gal·les és més humida al llarg de l'any que Irlanda del Nord i Anglaterra però té menys dies amb pluja que Irlanda del nord; codsa que vol dir que la pluja caiguda tendeix a ser més intensa. Gal·les també és més seca que Escòcia a cada mes excepte el maig, juny i desembre i hi ha menys dies de pluja que a Escòcia. Les hores de sol d el'any són majors que a Escòcia i Irlanda del Nord però menors que les d'Anglaterra. Maig és le més amb més sol amb 186,8 hores de mitjana.
| Mitjanes climàtiques de Gal·les             | Mitjanes climàtiques de Gal·les | Mitjanes climàtiques de Gal·les | Mitjanes climàtiques de Gal·les | Mitjanes climàtiques de Gal·les | Mitjanes climàtiques de Gal·les | Mitjanes climàtiques de Gal·les | Mitjanes climàtiques de Gal·les | Mitjanes climàtiques de Gal·les | Mitjanes climàtiques de Gal·les | Mitjanes climàtiques de Gal·les | Mitjanes climàtiques de Gal·les | Mitjanes climàtiques de Gal·les | Mitjanes climàtiques de Gal·les | Mitjanes climàtiques de Gal·les |
| Mes                                         | Jan                             | Feb                             | Mar                             | Apr                             | May                             | Jun                             | Jul                             | Aug                             | Sep                             | Oct                             | Nov                             | Dec                             | Year                            |                                 |
| ------------------------------------------- | ------------------------------- | ------------------------------- | ------------------------------- | ------------------------------- | ------------------------------- | ------------------------------- | ------------------------------- | ------------------------------- | ------------------------------- | ------------------------------- | ------------------------------- | ------------------------------- | ------------------------------- | ------------------------------- |
| Mitjana de les temperatures màximes °C (°F) | 6.5 (43.7)                      | 6.6 (43.9)                      | 8.6 (47.5)                      | 11.0 (51.8)                     | 14.5 (58.1)                     | 16.8 (62.2)                     | 19.1 (66.4)                     | 18.8 (65.8)                     | 16.2 (61.2)                     | 12.8 (55.0)                     | 9.3 (48.7)                      | 7.4 (45.3)                      | 12.3 (54.1)                     |                                 |
| Mitjana de les temperatures mínimes °C (°F) | 1.3 (34.3)                      | 1.1 (34.0)                      | 2.4 (36.3)                      | 3.4 (38.1)                      | 6.0 (42.8)                      | 8.6 (47.5)                      | 10.9 (51.6)                     | 10.7 (51.3)                     | 8.8 (47.8)                      | 6.5 (43.7)                      | 3.7 (38.7)                      | 2.2 (36.0)                      | 5.5 (41.9)                      |                                 |
| Hores de sol                                | 42.8                            | 63.4                            | 94.2                            | 148.0                           | 186.8                           | 167.0                           | 181.8                           | 168.7                           | 125.8                           | 90.4                            | 54.9                            | 35.4                            | 1359.3                          |                                 |
| Pluja mm (inches)                           | 158.4 (6.2)                     | 113.8 (4.5)                     | 118.5 (4.7)                     | 85.7 (3.4)                      | 80.6 (3.2)                      | 86.0 (3.4)                      | 78.3 (3.1)                      | 105.8 (4.2)                     | 123.8 (4.9)                     | 152.9 (6.0)                     | 156.6 (6.2)                     | 173.1 (6.8)                     | 1433.5 (56.4)                   |                                 |
| Pluja ≥ 1 mm dies                           | 17.4                            | 13.4                            | 15.1                            | 11.7                            | 11.5                            | 11.4                            | 10.3                            | 12.2                            | 13.0                            | 15.8                            | 16.7                            | 17.1                            | 165.5                           |                                 |
| Font: Met Office (1971–2000 averages)       |                                 |                                 |                                 |                                 |                                 |                                 |                                 |                                 |                                 |                                 |                                 |                                 |                                 |                                 |

## Canvi climàtic
El Met Office preveu que, cap a la dècada de 2050, la temperatura mitjana anual s'incrementi en 2 °C (4 °F) i el dia més càlid de l'estiu s'incrementi 3 °C (6 °F). També es preveu que la pluviometria mitjana de l'hiver s'incrementi i a moltes zones davalli lleugerment la pluviometria anual.